# Яків Каплер
Яків Анатолійович (Нафталійович) Каплер — київський купець, провідний київський виробник і продавець верхнього одягу для офіцерів, студентів.

## Життєпис
Купецький син Яків Анатолійович (Нафталійовича) Каплер народився в 1864 р. Мав домашню освіту, з дитинства був залучений до комерції. Суворо контролював якість і фасон своїх шинелей. Сукно закуповував за кордоном або на Нарвській мануфактурі барона Штігліца. В цінах дотримувався помірності, для студентів практикував істотні знижки, за що користувався незмінною прихильністю керівництва навчального округу. Згодом закрійники в закладі Каплера добре освоїли не тільки шинелі, а й цивільні моделі. Замовники могли придбати готове вбрання або самі вибрати собі покрій у свіжих номерах іноземних модних журналів, які надавалися в магазинах Каплера.
У 1909 році київські видання рекламували популярну фірму, називали її «кращим у Києві магазином одягу», перераховували призи і нагороди його виробів на престижних міжнародних виставках. Однак уже в 1910-м стало відомо, що купець вийшов зі справи. Його наступники - четверо кравців з числа найближчих помічників Якова Анатолійовича - об'єдналися під новою назвою «1-ше Київське товариство закрійників».
Товариство закрійників, що залишилося в старому Пасажі, заявило: «Багаторічна практика в магазині Я. Каплера і виконання замовлень особисто, без посередництва найманих службовців - найкраща гарантія зразкового виконання замовлень».
Яків Каплер пішов з кравецького бізнесу, але не залишив комерцію. Він вкладав гроші у лазні, які в той час були дуже популярні серед киян, а тому - досить рентабельними. Каплер утримував лазні ближче до Дніпра, на Подолі. Земля на розі Костянтинівської та Ярославської вулиць, яка належала йому з 1899 року, цивільний інженер Микола Яскевич вибудував для нього двоповерховий корпус з підвалом. Банні приміщення в залежності від якості послуг розподілялися по класах. У лазні також були облаштовані викладений кахлями басейн і душ Шарко. А в підвалі розмістилися житлові квартири для обслуги. Невеликий будинок споруджували порівняно довго - з 1899 по 1901 рік. Це пояснювалося впровадженням тут суперсучасного на ті часи обладнання: в лазнях було встановлено центральне опалення від власної «паровичної» (котельні), було проведено електричне освітлення. Лазні отримали назву «Московські». Окрім лазень тут були і інші підприємства купця. Кутовий триповерховий будинок займав готель під назвою «Сіон». Втім, номери були тільки в двох верхніх поверхах, а перші поверхи всіх чотирьох цегляних корпусів, вибудуваних по фронту вулиць, здавалися під торгівлю та послуги. Низка магазинів торгувала здебільшого промтоварами - одягом, взуттям, головними уборами, мануфактурою. Був тут також книжковий магазин, знайшлося місце для палітурної майстерні, слюсарні, перукарні. З боку вулиці Ярославської в садибі Каплера була влаштована навіть синагога. А в дворі стояла окрема будівля Московських лазень.
Цей комплекс зберігся до нашого часу. При прокладанні траси метро знесли колишню синагогу. Після реконструкції лізні перетворилася на навчальний корпус нинішнього Театрального університету імені Карпенка-Карого.
На Московських лазнях Яків Каплер не зупинився і в 1908 році на паях з купцем Меєром-Лейбою Ципенюком купив старовинні лазні «Дніпровські», улаштовані на Набережно-Хрещатицькій вулиці в першій половині XIX століття. До сьогодні ці лазневі приміщення не збереглися.

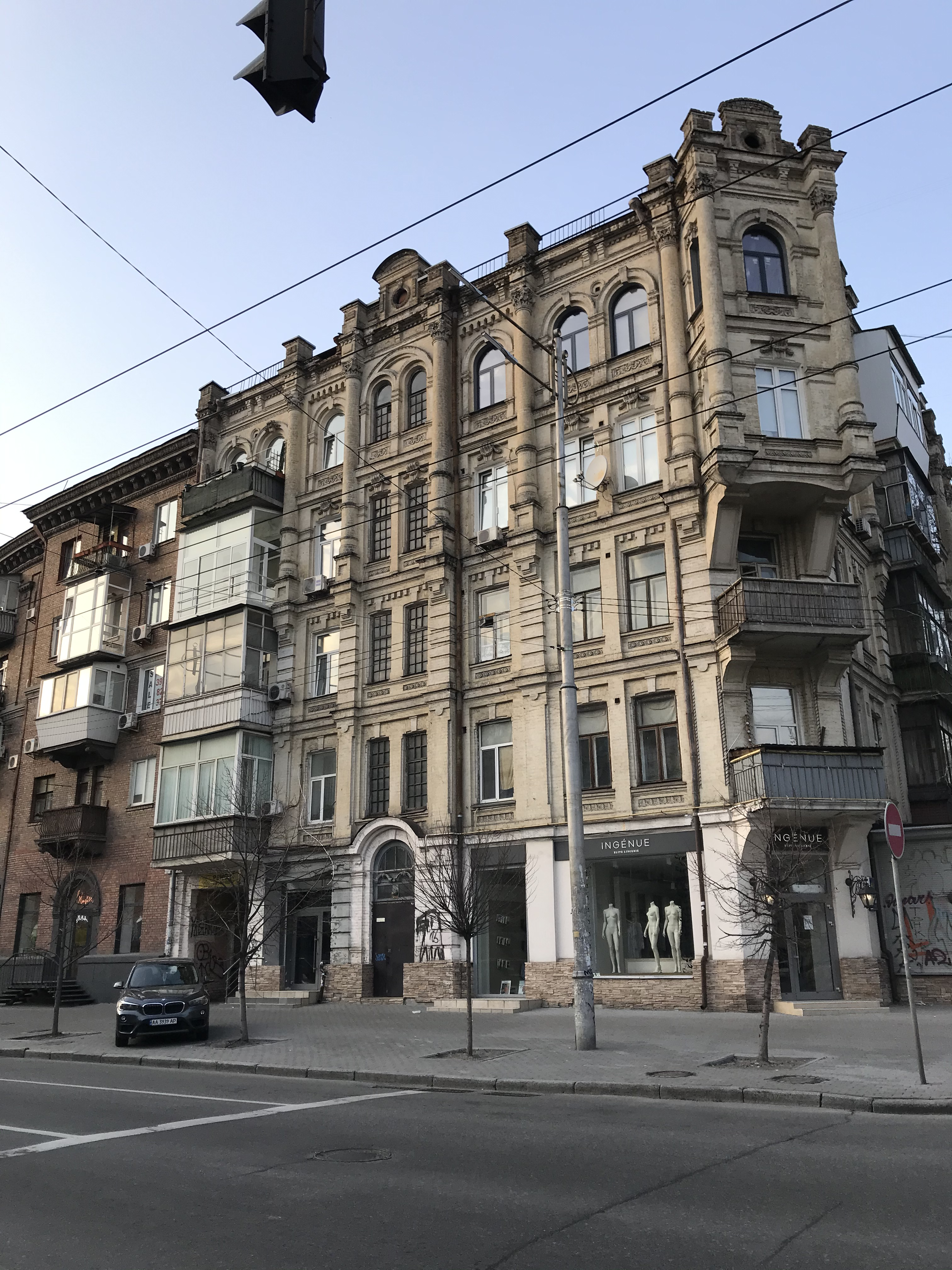
Прибутковий будинок Каплера, одна з кращих будівель Києва у стилі неоренесансу

Яків Каплер належав до числа великих київських домовласників. Загальна вартість його майна обчислювалася мільйонами. Крім садиб на Подолі, він мав ще ділянки в самому центрі міста. Один з них, з будинками на початку Михайлівської та Костьольній вулиць, виходив прямо на Думську площу (нинішній Майдан Незалежності). Інший перебував в Хрещатицькому провулку (нині провулок Шевченка) в декількох кроках від Майдану. Там у Якова Анатолійовича була домашня резиденція. Там же розміщувався офіс купця. Каплер також володів Прибутковим будинком Каплера на розі Тарасівської та Жилянської. 
Каплер також займався кредитуванням як для великих, так і для дрібних підприємців, чим істотно пожвавлювалося ділове життя в місті. 
З 1907 року Яків Каплер входив до ради Київського купецького товариства взаємного кредиту. Роком раніше він очолив правління Київського 1-го єврейського ощадно-позикового товариства. Сама контора цієї установи розташовувалася у нього вдома: у дворі садиби Каплера на Хрещатицькому провулку збудували двоповерховий флігель, в якому спеціально були облаштовані приміщення для Товариства. Будинок цей, правда, не зберігся. Чотириповерховий житловий будинок згорів під час війни, а флігель з колишнім офісом знесли пізніше, коли прокладали нинішню вулицю Бориса Грінченка.
Яків Анатолійович займався і благодійністю. У 1911 році він був обраний членом комітету Товариства допомоги студентам Київського комерційного інституту.

### Діяльність у Пущі-Водиці

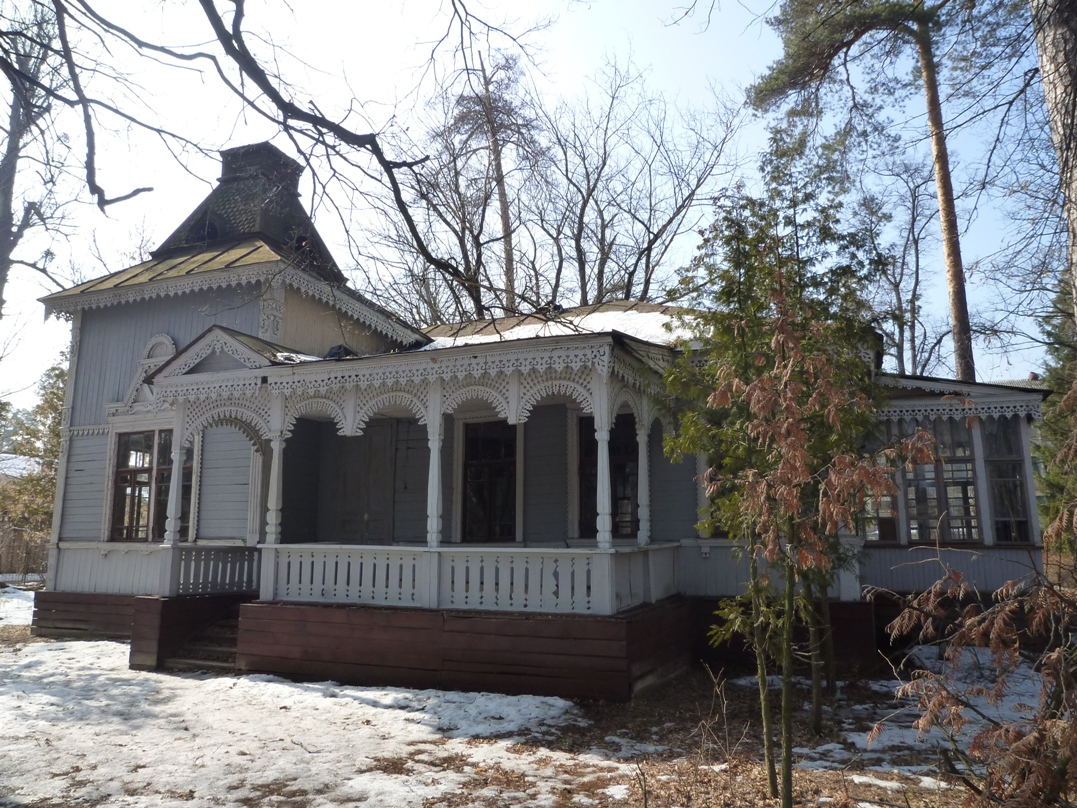
Дача Каплера

Каплер займався розвитком Пущі-Водиці. Дачне селище було створене тут на території міського лісу в 1900 році. Місто здавало дачникам землю в довгострокову оренду, але з моменту спорудження будиночка його власник мав право приватизувати цю територію. Каплер зайняв подвійну ділянку по тодішній Гоголівській вулиці, між 3-й і 4-й лініями. Було створено Товариство благоустрою Пущі-Водиці. До його складу увійшли найвпливовіші та енергійні дачники, серед яких був і Яків Каплер, 1910 року обраний віце-головою комітету Товариства. Вілла Каплера знаходиться на території будинку відпочинку «Труд» на нинішній вулиці Федора Максименка, 9.
Після революції Яків Каплер не покинув Київ. Документально зафіксовано, що в 1930 році Я. А. Каплер ще мешкав в одній з квартир колишнього свого будинку на Костьольній. А в спогадах Світлани Аллілуєвої про Олексія Каплера трапляється навіть фраза, що і в 1948 році його київські батьки були живі.

## Діти
Син київського купця Якова Анатолійовича - Олексій Каплер прославився в радянські часи як кінематографіст і ведучий популярної телевізійної передачі «Кінопанорама».